# Ćwierć (naczynie)

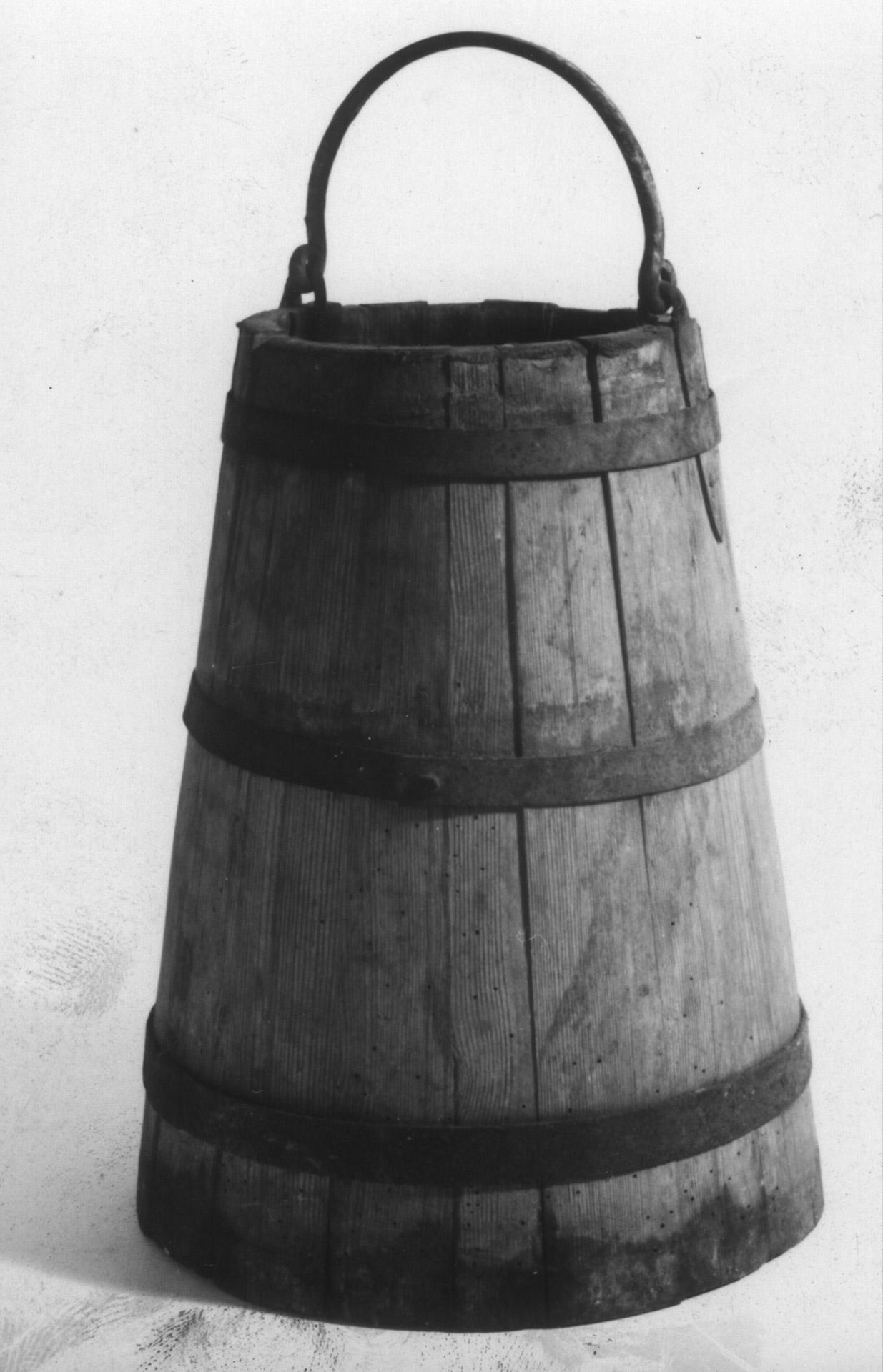

Ćwierć – naczynie służące dawniej do mierzenia objętości ciał sypkich (zboża). Pojemność ćwierci wynosiła czwartą część korca, 8 garnców (około 30 litrów).
Ćwierć była zwykle wykonana z klepek dębowych i okuta obręczami stalowymi. Górna obręcz była umiejscowiona tuż przy krawędzi naczynia, aby uniemożliwić zmniejszenie jego objętości. Jedna z klepek była wydłużona i stanowiła uchwyt do przenoszenia.
Rzemieślnikiem wykonującym ćwierci był bednarz.